# Stortjuvens pojke (film)
Stortjuvens pojke är en svensk dramafilm från 1992 med regi och manus av Henry Meyer. I huvudrollen som Josefina ses hans dotter Sara Möller och i övriga roller ses bland andra Carlo Schmidt, Mona Andersson och Lena-Pia Bernhardsson.

## Om filmen
Filmen var Meyers debutfilm som regissör och var baserad på romanen Stortjuvens pojke av Cannie Möller (1985). Fotograf var Jens Fischer och producent Meyer. Filmen premiärvisades den 27 november 1992 på Fågel Blå och Sandrews i Stockholm. Den har också visats av Sveriges Television.
Filmen fick ett blandat mottagande i pressen, men vann första pris vid tre internationella barn- och ungdomsfestivaler 1993, i Antwerpen, i Laon och i Rimouski i Kanada. Filmen fick även ett hedersomnämnande i Frankfurt.

## Handling
Efter ett bråk med sin mor flyr den 12-åriga Jossi hemifrån och träffar till slut Lasse-Maja.

## Rollista
- Sara Möller – Josefina, kallad Jossi
- Carlo Schmidt – Lasse
- Mona Andersson – hälare
- Lena-Pia Bernhardsson – kokerskan
- Bernt Lundquist – värdshusvärden
- Ecke Olsson – pälshandlaren
- Mona Blomgren	– Anna-Sofia
- Magnus Axelsson – drängen
- Gunilla Wiklund – Ris-Kajsa
- Urban Eldh – bonden
- Anne Sohlström – bondmoran
- Kaj Granander	– värdshusdrängen
- Lina Bergvall	– värdshuspigan
- Erica Nilsson	– Lisa
- Fredrik Fredriksson – länsman
- Jan Wetter – fattiggubben
- Lotti Sehlmark – Kerstin
- Vännie Isaksson – barn
- Teodor Isaksson – barn
- Daniel Rausch	– barn
- Anna Malmqvist – barn